# غريغ ويليام (مخرج)
غريغ ويليام (بالإنجليزية: Gregg Hale)‏ هو كاتب سيناريو ومنتج أفلام ومخرج أمريكي، ولد في 1966 في سلما في الولايات المتحدة.

## وصلات خارجية
- غريغ ويليام على موقع IMDb (الإنجليزية)
- غريغ ويليام على موقع ألو سيني (الفرنسية)
- غريغ ويليام على موقع أول موفي (الإنجليزية)
- غريغ ويليام على موقع قاعدة بيانات الأفلام السويدية (السويدية)
- غريغ ويليام على موقع قاعدة بيانات الفيلم (الإنجليزية)
- غريغ ويليام على موقع كينوبويسك (الروسية)